# Johannes Pieter Kleiweg de Zwaan
Johannes Pieter Kleiweg de Zwaan (geb. 4. Juli 1875 in Den Haag; gest. 8. September 1971 in Blaricum) war ein niederländischer Arzt und Anthropologe und gilt als ein bedeutender Völkerkundler. Er war der erste Professor für Anthropologie in den Niederlanden.

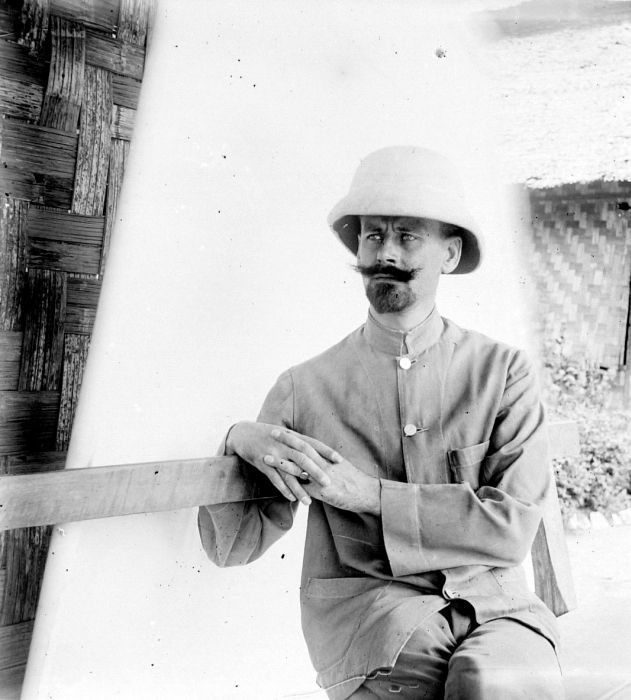
Johannes Pieter Kleiweg de Zwaan

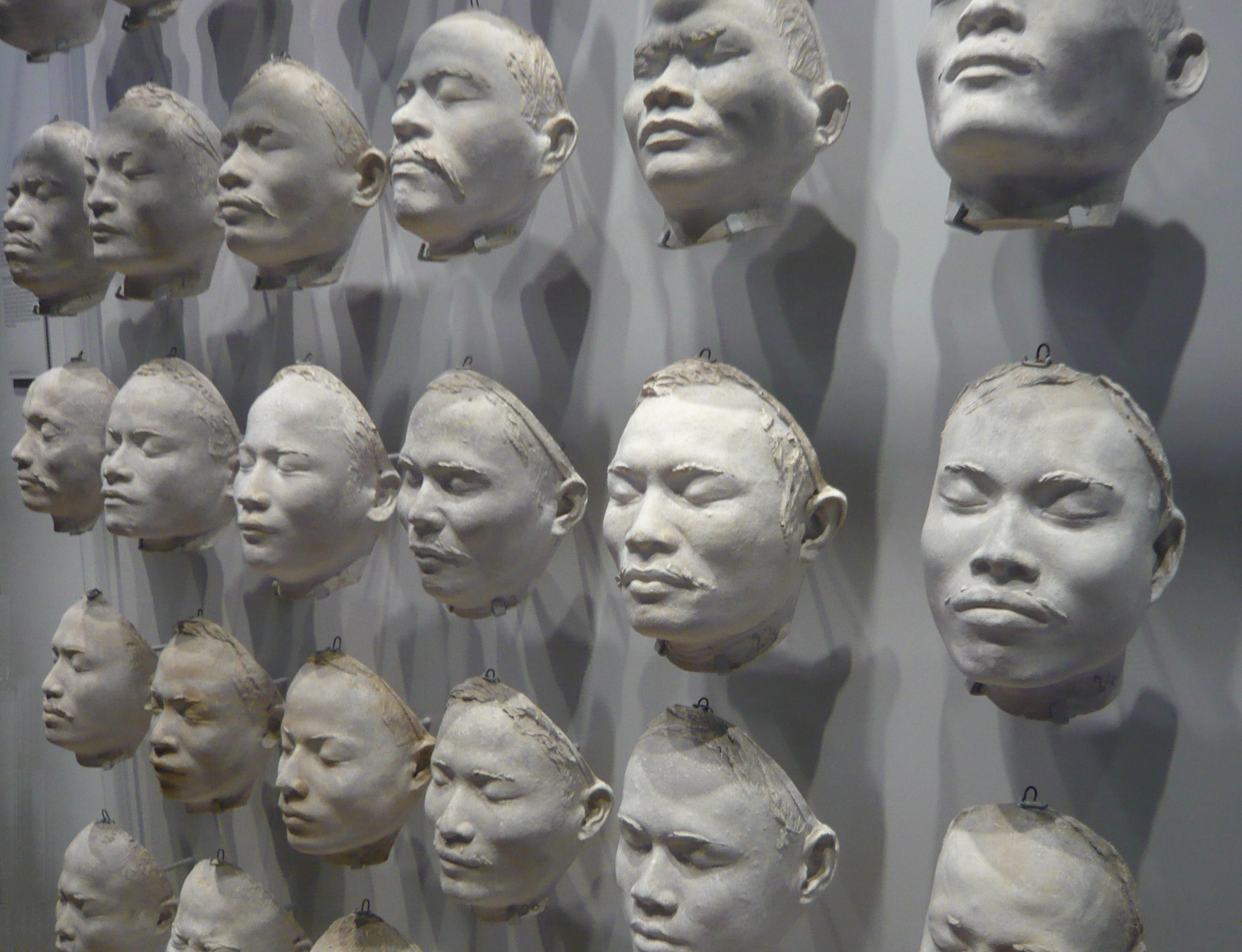
Von J. P. Kleiweg de Zwaan angefertigte Gipsabdrücke von Gesichtern von Bewohnern der Insel Nias (um 1910).

## Leben und Wirken
Kleiweg de Zwaan wurde am 4. Juli 1875 in Den Haag geboren. Er studierte Medizin in Leiden, dann in Amsterdam und auch einige Zeit in Berlin und Paris. Nach seinem Medizinstudium arbeitete er für kurze Zeit als Schiffsarzt und dann als Assistenzarzt für Innere Medizin an der Universität Amsterdam. Er nahm an der Expedition des Ethnologen und Forschungsreisenden Alfred Maass (1863–1946) teil und arbeitete anschließend an dessen Werk Durch Zentral-Sumatra mit. Kleiweg de Zwaan galt in den ersten Jahrzehnten des 20. Jahrhunderts über die Niederlande hinaus als einer der angesehensten Experten auf dem Gebiet der Anthropologie. Mit seiner dreibändigen Monographie Die Insel Nias bei Sumatra, eine grundlegende Arbeit zur Anthropologie, hatte er sich seinen Ruf erarbeitet. Kleiweg de Zwaan spielte eine zentrale Rolle in der Administration seines Faches. Er war Sekretär und später Präsident der Koninklijk Nederlands Aardrijkskundig Genootschap (KNAG, Königlich-niederländische Geographische Gesellschaft), Mitbegründer und langjähriger Präsident des Nederlandsch Nationaal Bureau voor Anthropologie (Niederländisches Nationales Büro für Anthropologie) und einer der Gründer und Herausgeber der Zeitschrift Mensch en Maatschappij (Mensch und Gesellschaft). Er organisierte und leitete den 3. Internationalen Anthropologenkongress 1927 in Amsterdam, der überwiegend im Kolonial-Institut, in der Anatomie und im Tropen-Hygienischen Institut stattfand. Sein Schüler Hendrik Bijlmer (1890–1959) war Privatdozent für Anthropologie und Vererbungslehre an der Universität Amsterdam. Kleiweg de Zwaan  starb am 8. September 1971 in Blaricum.
Die anthropologische Arbeit von Kleiweg de Zwaan ist wie die vieler seiner zeitgenössischen Berufskollegen aus Anthropometrie, Kraniometrie und Rassentheorie heute größtenteils nur noch von wissenschaftshistorischem Interesse.

## Publikationen (Auswahl)
- Bijdrage tot de anthropologie der Menangkabau-Maleiers. Amsterdam (Diss. Universität Amsterdam), 1908.
- De geneeskunde der Menangkabau-Maleiers. Ethnologische studie. Amst., 1910
- Die Heilkunde der Niasser. Haag: Martinus Nijhoff, 1913 Digitalisat
- Die Insel Nias bei Sumatra.  Haag: M. Nijhoff, 1913, 1914, 1915, 3 Bände, Bd. I: Die Heilkunde der Niasser, Bd. II: Anthropologische Untersuchungen über die Niasser, Bd. III: Kraniologische Untersuchungen Niassischer Schädel, mit Anhang: Zoologische Resultate.
- Völkerkundliches und Geschichtliches über die Heilkunde der Chinesen und Japaner mit besonderer Berücksichtigung holländischer Einflüssen. Haarlem, 1917. (Natuurk. Verh. v.d.Holl. Mij. der Wetensch. te Haarlem. 3e Verz., 7)
- "De verhouding tot de aangetrouwde familie in den Indischen Archipel, in: Bijdragen tot de Taal-, Land- en Volkenkunde van Nederlandsch-Indië 74, 1918, S. 519–561.
- Tanimbarschedels. Met 10 pl. Amsterdam 1917 (in: Volkenkundige Opstellen I; Koloniaal Inst., Med.IX/3, 1917, S. 1–90.)
- Anthropologische bibliographie van den Indischen archipel en van Nederlandsch West-Indië (Mededeelingen Encyclopaedisch Bureau, Afl. XXX). Batavia-Weltevreden, 1923.
- De rassen van den Indischen archipel. Amsterdam: Meulenhoff, 1925.
- Die Bewohner der Insel Nias bei Sumatra. München : J. F. Lehmanns Verl. 1926. Archiv für Rassenbilder, Teil: 13 = Archivkarte 121-130
- Palaeolitische kunst in Europa, 2 dl. Amsterdam: Paris, 1929-1930.
- Unterkiefer aus Niederländisch-Neuguinea (Verhandelingen der KNAW, Afdeeling Natuurkunde (tweede sectie), deel XXIX, No. 4). Amsterdam, Noord-Hollandsche Uitgevers-Maatschappij, 1932
- Das Verhältnis des Gesichtsschädels zu dem Hirnschäden sowie die Lage und die Dimensionen des Schläfenbeins bei Papua- und bei holländischen Schädeln. Amsterdam [, N. Z. Voorburgwal 68-70] : N. V. Noord-Hollandsche Uitgevers Maatschappij, 1935
- Beitrag in: Stemmen van Nederlanders over de behandeling der Joden in Duitschland, ed. A. Asscher & D. Cohen, Amsterdam: Joachimsthal, Comité voor bijzondere joodsche belangen, 1935.[5]
- Messungen an männlichen und weiblichen holländischen Unterkiefern. - Amsterdam [N. Z. Voorburgwal 68-70] : N. V. Noord-Hollandsche Uitgevers Maatschappij, 1936
- De dwergvolken (anthropologisch beschouwd). Den Haag: Servire, 1942.
- Anthropologische Untersuchungen auf Bali und Lombok. Amsterdam, 1942. (Mededeelingen der Afdeeling Volkenkunde van het Koloniaal Instituut. Extra Serie N° 4. / Supplement zu Band XL des 'Internationales Archiv für Ethnographie')
- Doelstelling en ontwikkeling der anthropologie. Den Haag: Servire, 1943.
- De oudste mensheid van de Indische archipel. Den Haag: Servire, 1943.
- "The Papuans of Dutch New Guinea, a Physico-Anthropological Survey", in: Antiquity and Survival, No.5, 1956, S. 321–342.
- De oudste mensheid in Europa en Indonesië (anthropologisch beschouwd). Den Haag: Servire, 1956.
- Gids in het Volkenkundig Museum VI: Praehistorie en anthropologie. o. J. (Koninklijke Vereeniging Koloniaal Instituut)